# عبد الله بن زيد آل محمود
عبد الله بن زيد بن عبد الله بن محمد آل محمود الحسني الهاشمي عالم دين قطري من اصل سعودي.

## نشأته
ولد في حوطة بني تميم في دولة الرياض عام 1327هــ - 1909 ونشأ بها بين والديه وقد كان والده تاجرا وتوفى والشيخ صغير لم يبلغ سن الرشد فكان وصيا عليه خاله حسن بن صالح الشثري.

## طلبه للعلم
تلقى دروسه كعادة الناس في زمنه على عدد من المشايخ، كالشيخ عبد الملك بن إبراهيم آل الشيخ قاضي الحوطة في زمنه، والشيخ محمد بن علي الشثري والشيخ عبد العزيز بن محمد الشثري (أبو حبيب). وعندما انتقل الشيخ أبو حبيب إلى (الرين) انتقل معه لملازمته والدراسة على يده، وحفظ القرآن الكريم وهو صغير. تفرغ لطلب العلم فدرس وحفظ الكثير من الكتب و المتون، كمتن الزاد ومختصر نظم ابن عبد القوي، وبلوغ المرام وألفية الحديث للسيوطي، ونظم المفردات وألفية ابن مالك، وقطر الندى في النحو وكثير من الأحاديث النبوية. ومما يذكر في هذا المجال أن والدته (نورة بنت عبد العزيز أبو سعود الشثري) كانت تدعو له بدعوات متكررة في جوف الليل كان منها (اللهم ارزقه علما نافعا للمسلمين، وارزقه المال والبنين) وقد استجاب الله دعاءها. وهكذا بذل الشيخ وقته وجهده في تحصيل العلم وانتقل من بلد إلى آخر فسافر إلى قطر طلبا للعلم على يد الشيخ محمد بن عبد العزيز بن مانع سنة 1337 ه الموافق 1918 ميلادي  وكان له من العمر ١١ عاما درس على يديه عددا من كتب الفقه والحديث والتفسير. بعد عودته من قطر لزم الشيخ محمد بن إبراهيم آل الشيخ مفتي الديار السعودية بالرياض وأخذ عنه العلم سنة كاملة، ثم انتقل الشيخ الى مكة المكرمة للوعظ والتدريس حتى انتقاله الى قطر سنة 1938.

## توليه القضاء في قطر
في مطلع ذي الحجة عام 1356 هـ قدم الشيخ عبد الله بن جاسم آل ثاني إلى مكة قاصدا الحج بصحبته ابنه الشيخ حمد بن عبد الله وعدد من كبار أفراد الأسرة والأعيان وبعد أداء فريضة الحج طلب الشيخ عبد الله بن زيد بإيعاز من الشيخ ابن مانع وقد صدر الأمر إليه بالتوجه معهما في السنة انفسها حيث تقلد أمانة القضاء في أواخر ذي الحجة عام 1357هــ. ومنذ ذلك الوقت وحتى وفاته وهو مرجع الفتيا في دولة قطر والقاضي العادل و مؤسس القضاء الشرعي فيها ومنشئ نظام تسجيل الأحكام والعقارات وراعي أموال اليتامى واستثمارها وتبنى منهجا فريدا يتمثل في قيام المحكمة الشرعية باستثمار أموال اليتامي وتنميتها لحن بلوغهم سن الرشد واستمر في القضاء أكثر من سبعة وأربعين عاما كان خلالها مثال النزاهة والعدالة، ومقصد الناس في فض خصوماتهم والإصلاح بينهم بل ويسهم في ماله إذا كان الخصم فقيرا كان ذلك ديدنه في كل حال يجتهد في ألا تطول القضايا ولا تتشعب الجلسات للقضية الواحدة وكان يقف بنفسه لمعاينة مكان الخلاف ويتأنى كثيرا قبل إصدار حكمه ومتى ما اتضح له الحق حكم به. وفوق هذا كله والقضاء عمل شاق وصعب ويحتاج إلى صبر وتضحية وجلد وإخلاص كان الشيخ يرى أن من واجباته تبيين أحكام هذا الدين العظيم للناس فكان يخصص وقتا للإفتاء و الدرس ووقتا آخر لقضاء حوائج الناس والشفاعة لهم ومد يد العون لهم من ماله وجاهه وهذا كرم منه وسنة وحسنة أخذها من شيوخه الأبرار والأطهار.

## آثاره ورسائله العلمية
لم يكن ابن محمود بالذي يكتفي بالوعظ والإرشاد بل سارع بهمة عالية وفطنة وذكاء إلى المشاركة في معالجة قضايا المسلمين وما يعيشون في عصرهم وفق منهج القرآن وهدي النبي عليه الصلاة والسلام. وهذا ما تبرزه الرسائل التي ناقش فيها النوازل والتي عاشتها أمتنا المسلمة مبرزا فيها منهجه الفقهي الرصين والمتميز وموضحا قدرة هائلة في اقتضاء الدليل والتحرر من التقليد ومعاجلة الأمور برؤية صادقة تنشد التيسير على المسلمين دون أن يلوي عنق الدليل بل يجتهد ما وسعه الاجتهاد هذا هو الشيخ ابن محمود بعالج مشكلة رمي الجمرات قبل أكثر من نصف قرن ويفتي فيها برأي زلزل ما ألفه علماء الأمة في حينه واجتمع العلماء وحاوروه وظل متمسكا بدليله في شجاعة تنم عن فهم لمستقبل الأيام وما ينبغي للعلماء أن يتخذوه من تيسير على الناس خصوصا في أعمال الحج وكذلك رسالته في جواز الإحرام من جدة لركاب الطائرات والسفن. وقد بلغت رسائله أكثر من ثلاثين رسالة تبرز ما للشيخ من باع طويل في لاجتهاد ونشدان الحق والتمسك به والدعوة إليه. إنه فقيه مجتهد وعالم محقق وداعية رائد في تحبيب الناس للخير ودلالتهم عليه وهو ما يحتاجه الناس في عصرنا من دعوة باللين والرفق وعطف عليهم وتقدير لضروفهم هذا هو الفقه الرائد الشيخ ابن محمود بحدد ملامح منهجه في مقدمة إحدى رسائله. فيقول: ( إن المخلص الناصح والبصير الناقد يجب عليه أن يثبت في الرد والنقد وأن يقدر ضرورة الحال والمحل فلكل مقام مقال والعلة تدور في المعلولات وجودا وعدما وتختلف الفتوى باختلاف الزمان والمكان فيما لا يتعلق بأصول العقيدة والأركان وقد جاءت هذه الشريعة السمحة لجلب المصالح وتكثيرها ودرء المفاسد وتقليلها ومن قواعدها المعتبرة أنه إذا ضاق الأمر اتسع والمشقة تجلب التيسير ويجوز ارتكاب أدنى الضررين لدفع أعلاهما والحرج منفي عن الدين جملة تفصيلا: ﴿وما جعل عليكم في الدين من حرج﴾ [الحج:78] ﴿يُرِيدُ اللَّهُ بِكُمُ الْيُسْرَ وَلَا يُرِيدُ بِكُمُ الْعُسْرَ﴾ [البقرة:185] لأن الدليل عدل الله في أرضه ورحمته في عبادة شرع لإسعاد البشرية في أمروهم الروحية والجسدية والاجتماعية ولو فكر العلماء بإمعان ونظر لوجدوا فيه الفرج والمخرج من كل ما وقعوا فيه من الشدة والحرج ومن صفة رسول الله أنه:﴿لَقَدْ جَاءَكُمْ رَسُولٌ مِنْ أَنْفُسِكُمْ عَزِيزٌ عَلَيْهِ مَا عَنِتُّمْ حَرِيصٌ عَلَيْكُمْ بِالْمُؤْمِنِينَ رَءُوفٌ رَحِيمٌ ۝١٢٨﴾ [التوبة:128] هذه سماحة الإسلام بعضدها الشيخ الكريم بقوة الدليل وحاجة العصر و مقاصد الشريعة إنه اجتهاد يرفع الحرج عن المسلم وببين له أحكام الدين بيسر وسهولة هكذا كان الشيخ نبراسا وضاء ومعقد الأمل والرجاء وداعية مخلصا إلى عقيدة صافية لا تشوبها شائبة وله الفضل بعد الله في تأكيد العقيدة الصحيحة ونشرها في بلاد قطر وعدد من دول الخليج.

## أولاده
له (سبعة عشر ولدا) وعدد آخر من البنات وجميع الأولاد انهوا دراساتهم الجامعية وبعضهم واصل الدراسات العليا وكل أولاده السبعة عشر يعملون ويساهمون في التنمية الحديثة في دولة قطر في السلك المدني والعسكري. منهم عبد الرحمن عبد الله آل محمود رئيس المحاكم الشرعية و أحمد بن عبد الله آل محمود وزير الدولة للشؤون الخارجية وعلي بن عبد الله سفير الدولة في المملكة العربية السعودية وغيرهم.

## وفاته
توفي ضحى يوم الخميس الثامن والعشرين من شهر رمضان الكريم عام 1417 هـ الموافق 6/ 2/ 1997م.